# Барыльник, Тимофей Григорьевич
Тимофей Григорьевич Барыльник (1909, Нововоронцовка — сентябрь 1987, Херсон) — советский партийный и государственный деятель, председатель Херсонского (1950—1963) и Николаевского облисполкомов (1965—1967).

## Биография
В 1927 году окончил сельскохозяйственный техникум, в 1950 году — заочное отделение Херсонского сельскохозяйственного института. Член ВКП(б) с 1940 г.
- 1929—1941 гг. — агроном, старший агроном машинно-тракторной станции, главный агроном Ново-Воронцовского районного земельного отдела (Николаевская область),
- 1941—1945 гг. — участник Великой Отечественной войны,
- 1946—1947 гг. — главный агроном Нововоронцовского районного земельного отдела (Херсонская область),
- 1947—1948 гг. — секретарь Калининского районного комитета КП(б) Украины (Херсонская область),
- 1948—1950 гг. — первый секретарь Великолепетихского районного комитета КП(б) Украины (Херсонская область),
- 1950—1963 гг. — председатель исполнительного комитета Херсонского областного Совета,
- 1963—1964 гг. — первый секретарь Николаевского сельского областного комитета КП Украины,
- 1964—1968 гг. — председатель исполнительного комитета Николаевского областного Совета,
- 1968 г и до ухода на пенсию — преподаватель Херсонского сельскохозяйственного института.

Член ЦК КП(б)-КП Украины (1952—1961), кандидат в члены ЦК КП Украины (1961—1971).

## Награды и звания
Награждён двумя орденами Ленина, орденами Отечественной Войны I-й и II-й степеней, Трудового Красного Знамени.